# 71st Flying Training Wing

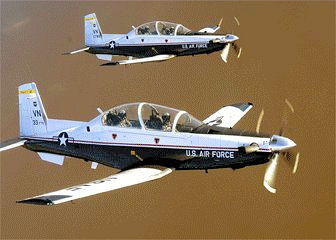
T-6A dello Stormo

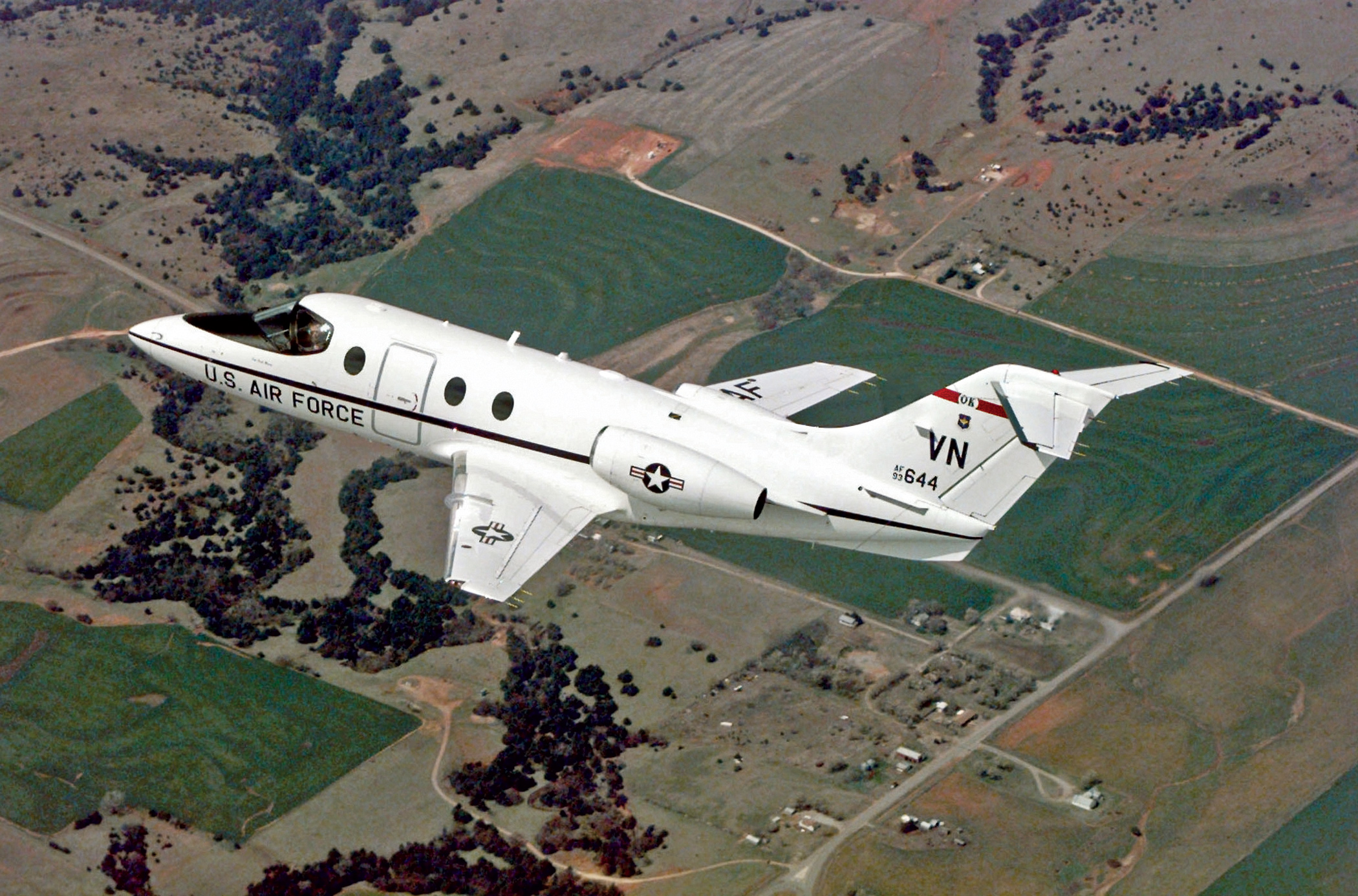
T-1A dello Stormo

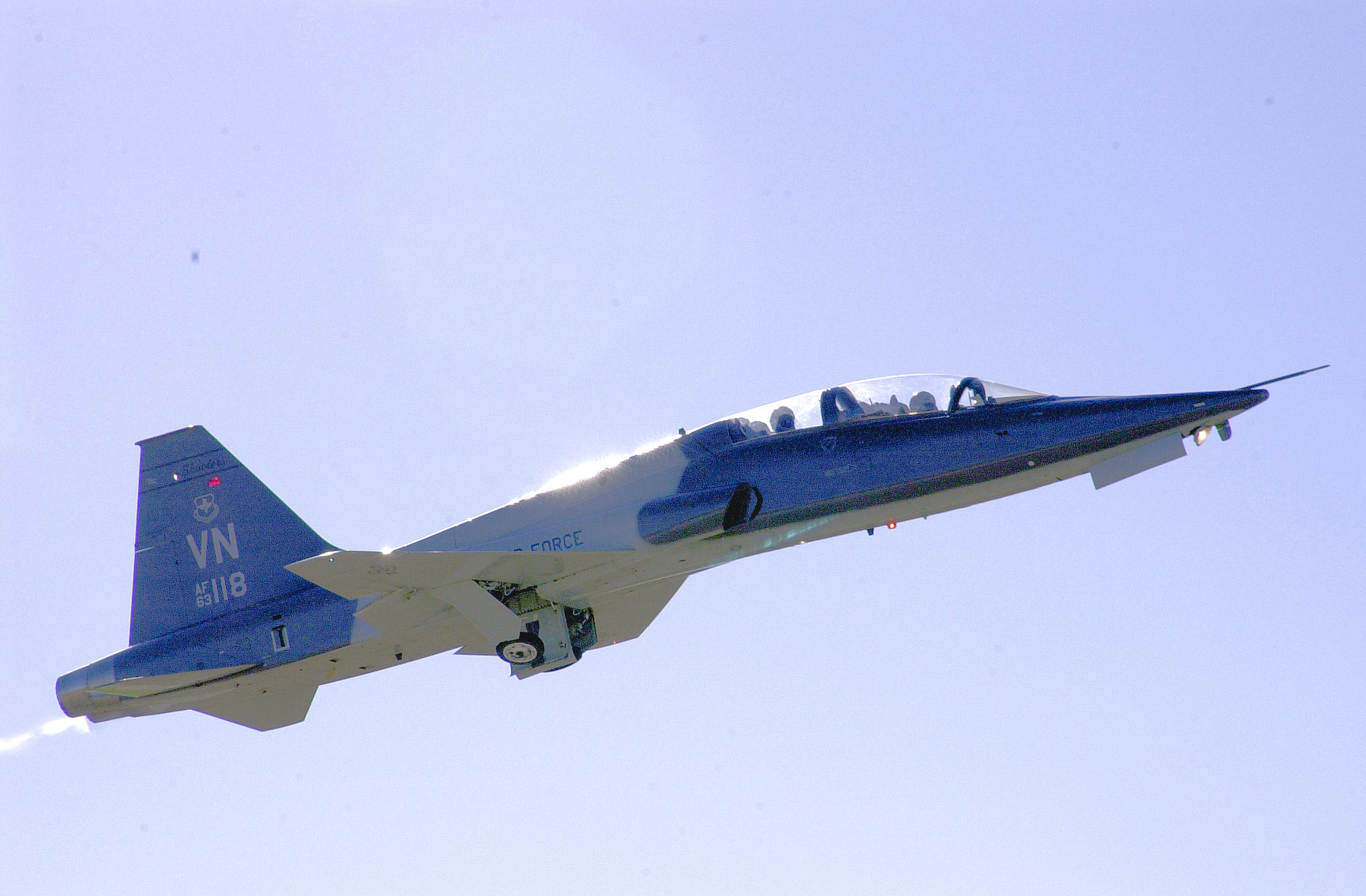
T-38A dello Stormo

Il 71st Flying Training Wing è uno Stormo da addestramento dell'Air Education and Training Command, inquadrato nella Nineteenth Air Force. Il suo quartier generale è situato presso la Vance Air Force Base, nell'Oklahoma.

## Missione
Allo stormo è associato 5th Flying Training Squadron, 340th Flying Training Group, Air Force Reserve Command

## Organizzazione
Attualmente, al settembre 2017, lo stormo controlla:
- 71st Operations Group
  -  3rd Flying Training Squadron - Equipaggiato con T-1A Jayhawk
  -  8th Flying Training Squadron - Equipaggiato con T-6A Texan II
  -  25th Flying Training Squadron - Equipaggiato con T-38A Talon
  -  33rd Flying Training Squadron - Equipaggiato con T-6A Texan II
  - 71th Operations Support Squadron
  - 71st Student Squadron
- 71st Medical Group
  - 71st Medical Operations Squadron
  - 71st Medical Support Squadron